# ミサ曲第6番 (シューベルト)

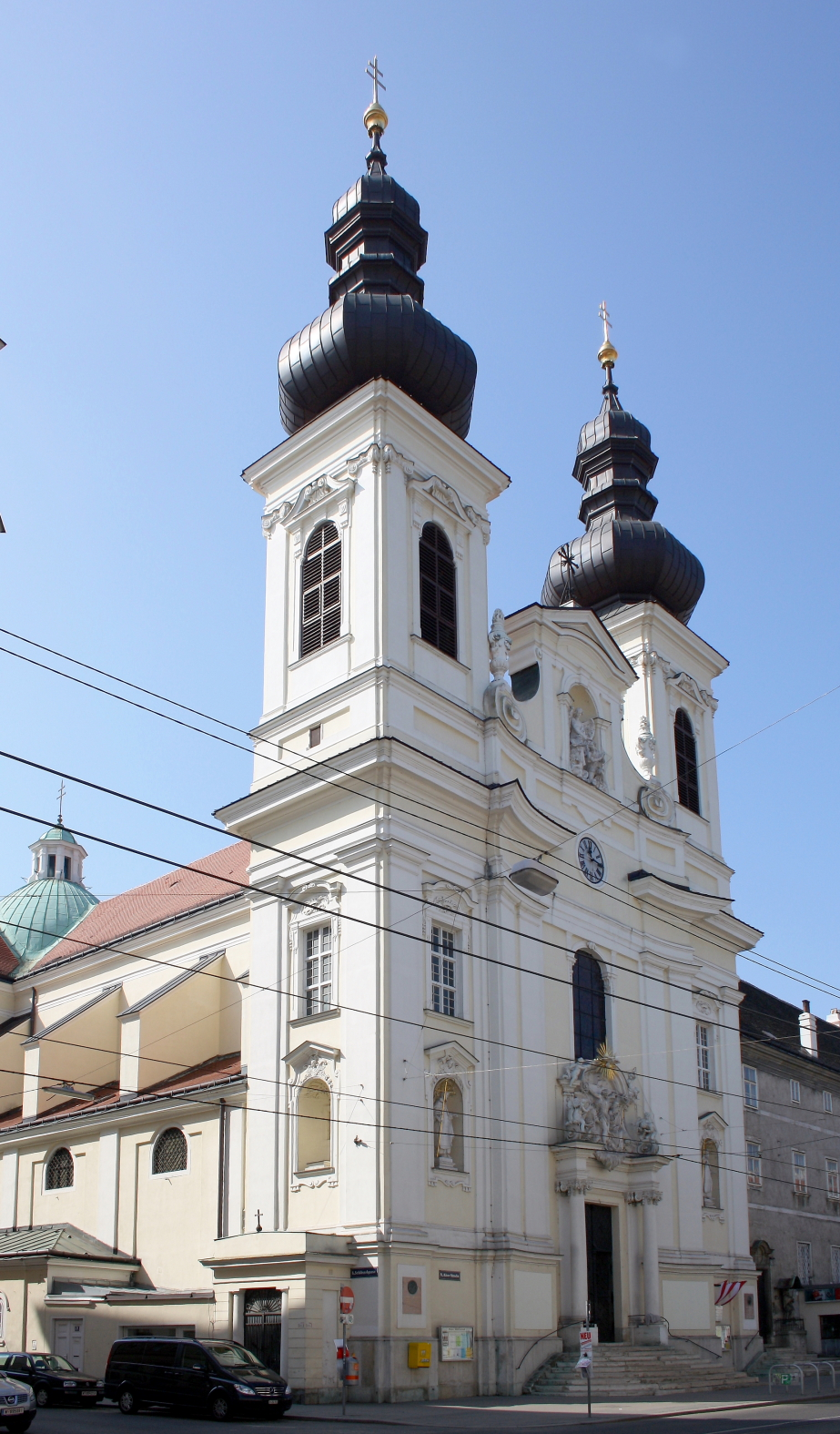
1829年にミサ曲第6番の初演が行われたアルザー教会。

ミサ曲第6番 変ホ長調 D950は、フランツ・シューベルトが作曲したミサ曲。シューベルトのミサ曲としては最後の作品であり、ミサ・ソレムニスに分類される。

## 概要

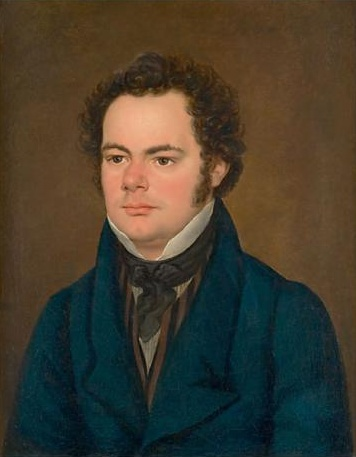
フランツ・シューベルト、フランツ・アイブル画、1827年

楽譜に出てくる最も古い日付は1828年6月であるが、シューベルトがこれよりも早くからスケッチを始めていたことを示す証拠がある。曲は7月までに完成された。ウィーン、アルザーグルントにあるアルザー教会の合唱指揮者であったミヒャエル・ライターマイヤーの委嘱、もしくは依頼に応える形で作曲された。シューベルトの生前には曲が演奏されることはなく、1829年の10月4日にアルザー教会で初演された。初演の指揮はフェルディナント・シューベルトが行い、続く1829年11月15日のウルリヒ教会での再演も彼が振った。
本作にはベートーヴェンの影響が感じられるが、それはとりわけ「野心的なベートーヴェン的構成」に顕著である。シューベルトはアルザー教会で営まれたベートーヴェンの葬儀でたいまつ持ちを務めていた。「グローリア」と「アニュス・デイ」にフーガが置かれているところにはバッハ、並びにモーツァルトの『レクイエム』やハイドンの『ハイリッヒ・ミサ』を参考にしたことが窺われる。
この作品と前作ミサ曲第5番はシューベルトの「後期ミサ曲」と看做されている。この2作は「語句を音楽的に解釈しようとする姿勢」においてこれまでの4作とは一線を画している。シューベルトは技術力と和声に関する知識の総体的な円熟の利点を活用し始めており、宗教音楽と世俗音楽の両方を作曲してきた経験と合わせ、標準的な典礼文にそれ以上の意味合いを付加している。これまでの楽曲でもテクストから一部の節を省略することが知られていたが、シューベルトは後期ミサ曲においてさらに進んだ自由さを見せており、「意味するもののある特定の側面に関する表現を深める、もしくは強化する」目的でテクストを足したり引いたりしている。
シューベルト学者のブライアン・ニューボールドは後期ミサ曲を作曲者の「2つの最良かつ最も堅固な歌唱作品」と考えており、変ホ長調のミサ曲については「（ミサ曲の作曲に関する限りは）勝利であり、かつ[シューベルトの]キャリアの白鳥の歌である」と呼んでいる。ただし、彼は曲にムラがあることも認めている。シューベルトの伝記作家であるクライスレ・フォン・ヘルボルンは変ホ長調のミサ曲が「当時書かれていた同種の楽曲のうち主要曲の地位を占める」と記している。
後期ミサ曲はブルックナーのミサ曲第3番に影響を与えた可能性がある。
ヤーコプ・メルヒオール・リーター＝ビーダーマンは1865年に本作のピアノ版の初版を世に出しているが、これはブラームスが名前を伏せて編集したものだった。

## 編成
テノール2、ソプラノ、アルト、バス独唱、混声合唱（ディビジあり）、オーボエ2、クラリネット2、ファゴット2、ホルン2、トランペット2、トロンボーン3、ティンパニ、弦五部。

## 楽曲構成
全6曲で構成される。演奏時間は約60分。
1. キリエ アンダンテ・コン・モート、クアジ・アレグレット 変ホ長調 3/4拍子
2. グローリア アレグロ・モデラート・エ・マエストーソ 変ロ長調 4/4拍子
Domine Deus アンダンテ・コン・モート ト短調 3/4拍子
Quoniam tu solus sanctus アレグロ・モデラート・エ・マエストーソ 変ロ長調 4/4拍子
Cum sancto Spiritu モデラート 変ロ長調 2/2拍子
3. クレド モデラート 変ホ長調 2/2拍子
Et incarnatus est アンダンテ 変イ長調 12/8拍子
Et resurrexit モデラート 変ホ長調 2/2拍子
4. サンクトゥス アダージョ 変ホ長調 12/8拍子
サンクトゥスは変ホ長調に始まり、各8小節をかけてロ短調、ト短調を経て最終的に変ホ短調に到達し、「珍しい、完全なる初期ロマン派的転調」を見せている[7]。
Osanna in excelsis アレグロ・マ・ノン・トロッポ 変ホ長調 2/4拍子
5. ベネディクトゥス アンダンテ 変イ長調 2/2拍子
Osanna in excelsis アレグロ・マ・ノン・トロッポ 変ホ長調 2/4拍子
6. アニュス・デイ アンダンテ・コン・モート ハ短調 3/4拍子
Dona nobis pacem アンダンテ 変ホ長調 2/2拍子
Agnus Dei アンダンテ 変ホ長調 3/4拍子
Dona nobis pacem アンダンティーノ 変ホ長調 2/2拍子